# 下錫羅霍濟區

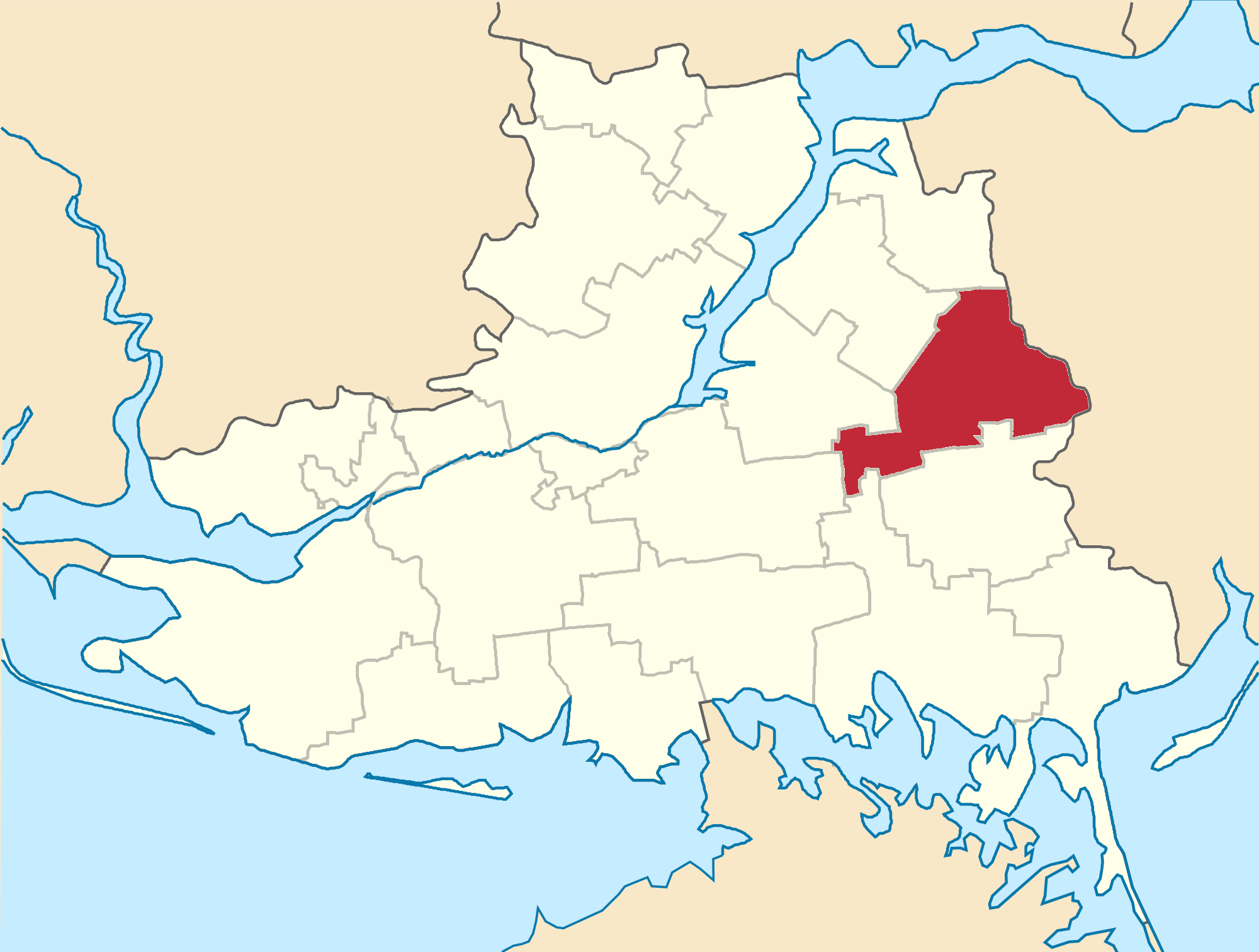
撤销前下錫羅霍濟區在赫爾松州的位置

下錫羅霍濟區（烏克蘭語：Нижньосірогозький район），曾是烏克蘭南部赫爾松州的一個區，行政中心設於下锡罗霍济，面積1,210平方公里，2013年人口16,382，人口密度每平方公里13.54人。
该区在2020年7月18日的乌克兰行政区划改革中被撤销，改革后赫尔松州下分为5个区。下錫羅霍濟區的范围并入海尼切斯克區。